# Kamińsko (Silésie)
Pour les articles homonymes, voir Kamińsko.
Kamińsko est une localité polonaise de la gmina de Przystajń, située dans le powiat de Kłobuck en voïvodie de Silésie.